# Rhinolophus alcyone
Rhinolophus alcyone е вид прилеп от семейство Подковоносови (Rhinolophidae). Видът не е застрашен от изчезване.

## Разпространение и местообитание
Разпространен е в Гана, Гвинея, Демократична република Конго, Екваториална Гвинея, Камерун, Кения, Кот д'Ивоар, Либерия, Нигерия, Сенегал, Сиера Леоне, Того, Уганда и Южен Судан.
Обитава гористи местности, пещери, савани, крайбрежия и плажове в райони с тропически и субтропичен климат, при средна месечна температура около 24,5 градуса.

## Описание
Теглото им е около 18,6 g.